# Jay Silverheels

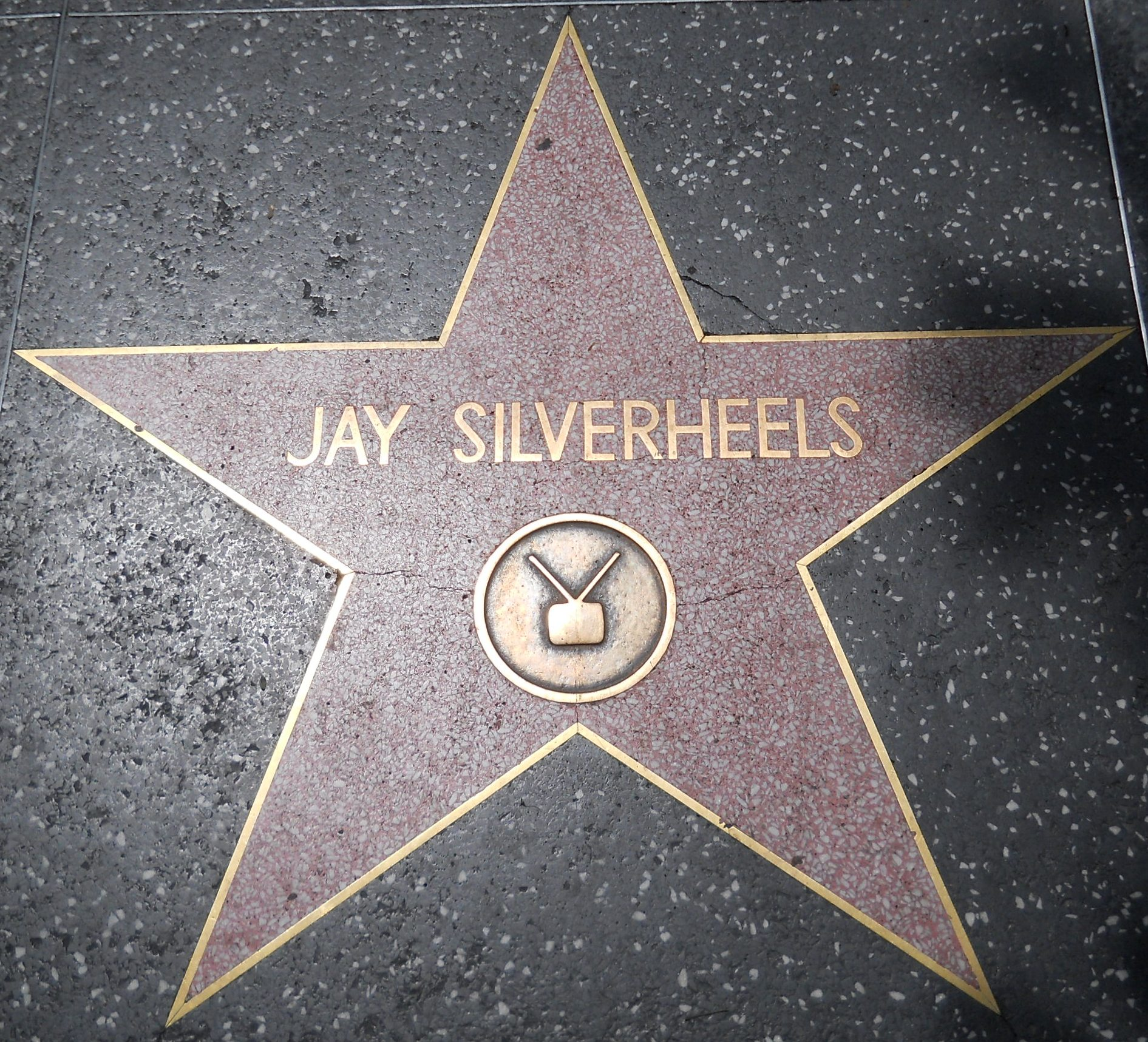
Gwiazda Jaya Silverheelsa w Alei Gwiazd

Jay Silverheels, właśc. Harold Jay Smith (ur. 26 maja 1912 w Brantford, zm. 5 marca 1980 w Calabasas) – kanadyjski aktor.
19 lipca 1979 otrzymał własną gwiazdę w Alei Gwiazd w Los Angeles znajdującą się przy 6536 Hollywood Boulevard.

## Filmografia

### Filmy
- 1937: Zdobywca serc jako przewodnik Indian (niewymieniony w czołówce)
- 1941: Western Union jako Indianin (niewymieniony w czołówce)
- 1944: Zagubieni w haremie jako strażnik na egzekucji (niewymieniony w czołówce)
- 1944: Droga do Marsylii jako członek załogi marynarza na pokładzie łodzi (niewymieniony w czołówce)
- 1947: Szpada Kastylii jako Coatl (niewymieniony w czołówce)
- 1948: Koralowa wyspa jako Tom Osceola (niewymieniony w czołówce)
- 1948: Skarb Sierra Madre jako przewodnik Indian na molo (niewymieniony w czołówce)
- 1948: Droga do Yellow Sky jako Indianin (niewymieniony w czołówce)
- 1950: Złamana strzała jako Geronimo (niewymieniony w czołówce)
- 1969: Prawdziwe męstwo jako skazany na powieszeniu (niewymieniony w czołówce)

### Seriale
- 1949–1957: Jeździec znikąd (The Lone Ranger) jako Tonto
- 1959: Poszukiwany: żywy lub martwy (Wanted Dead or Alive) jako Charley Czerwona Chmura
- 1961: Rawhide jako Pawnee Joe
- 1973: Cannon jako Jimmy Jedno Oko